# 中國東方投資
（非正式中文名稱：中國東方投資有限公司；联交所：0110），專門投資在香港、日本上市，並與中國有關的公司股票。
中國東方投資是由霸菱銀行所設立的基金公司。1987年，大公報轉述中國東方投資的公佈，中國東方投資公司的資產中有68%是香港上市公司，其次是日本上市公司，佔16%。公司本身於1987年1月20日在香港联交所上市。但公司在上市不久便陷入行贿醜聞。
據公開文件，中國東方投資的股票透過瑞信的倫敦分行，在歐洲流通。
據報導，中國東方投資是1995年當年，13隻封閉式中國主題投資基金中，最古老的一隻。亦據其他學術文獻，中國東方投資是最早的中国投资基金。 1995年，公司宣佈回購股票，並可能自願清算（英語：wind up）。當年管理基金的霸菱銀行基金部，由破產的霸菱銀行出售至ING。
根據香港公司註冊處，公司已於1998年7月30日完成自願清算。

## 連結
- WEBB-SITE.COM提供資料